# 김형준 (1977년)
김형준(金亨埈, 1977년 5월 4일 ~ )은 대한민국의 보이 그룹 태사자의 리더, 메인래퍼를 맡고 있다.

## 학력
- 서울언북초등학교
- 언주중학교
- 영동고등학교
- 한국외국어대학교 글로벌캠퍼스 불어불문학과 학사
- 단국대학교대학원 연극영화학전공

## 경력
- 연예인 카레이싱팀 R-Stars 소속
- 1997년 ~ 2001년 그룹 태사자 멤버

## 음반

### 정규 앨범
- 1집 《太四子》(1997년 11월)
- 2집 《太四子》(1998년 7월)
- 3집 《2000-1》(1999년 7월)
- 4집 《도약》(2000년 6월)

### 비정규 앨범
《태사자 Forever History》(2001년)

## 출연작

### 텔레비전 드라마
- 화수동 산 8번지 (iTV) (2000년)
- 딱좋아! (SBS) (2002년)
- 태양의 질주 (MBC)

### 예능
- TV는 사랑을 싣고 (KBS2) (2000년)
- 투유 프로젝트 - 슈가맨 (JTBC) (2019년)
- 해피투게더 시즌4 (KBS 2) (2020년)
- 한끼줍쇼 (JTBC) (2020년)
- 지구방위대 (MBN) (2020년)
- 나혼자산다 (MBC) (2020년) 게스트
- 불타는 청춘 (SBS) (2020년)
- 뽕숭아학당(TV chosun)

### 광고
- 2003년 던킨도너츠 - 사무실편
- 2020년 쿠팡이츠

## 수상
- 1998년 SBS 가요대전 신인상
- 1998년 영상음반 대상 신인상